# Acmenychus inermis
Acmenychus inermis es un coleóptero de la familia Chrysomelidae.
Fue descrita científicamente por primera vez en 1833 por Zubkoff.